# Fernando Sendra
Fernando Javier Sendra (Mar del Plata, 8 de septiembre de 1949) es un humorista gráfico, dibujante, guionista e historietista argentino. Su personaje más conocido es Matías, el principal de la tira Yo, Matías que sale diariamente en Clarín y en el diario "La arena" .Tiene 4 hijos: Alejo, Javier, Rocío y Guadalupe. Sendra afirma que de la relación con ellos saca las ideas para sus creaciones.

## Biografía
Desde niño le gustó escribir relatos humorísticos y dibujar, sin embargo, por influencia de sus amigos cursó la carrera de ingeniería en la UBA durante tres años. A los 19 años intentó llevar adelante una fábrica de cinturones, pero la inexperiencia en el negocio hizo que la empresa quebrara.
Más tarde abandonó la ingeniería y estudió la carrera de Bellas Artes. Fue alumno de las escuelas de Bellas Artes, Manuel Belgrano y Prilidiano Pueyrredón, y en el departamento creativo del CICMAT, un organismo vinculado con el Instituto Di Tella.
Profesionalmente se inició en 1973 publicando viñetas de humor en la revista Siete Días, y más tarde en Para Ti, Jocker y La Semana. 
Se estableció en Europa durante un tiempo y volvió al país en 1978. Fue allí que comenzó a publicar en Clarín y dibujar para Editorial Perfil.
En 1983 comenzó a colaborar en Libre, Semanario y Don. Ese mismo año publicó una tira en Tiempo Argentino.
En 1984 empezó a publicar una tira en La Razón, además de viñetas diarias.
En 1985, nació la tira Prudencio,  que se publicó desde 1990 en la contraportada de Clarín, y que en 1993 derivó en Yo, Matías. Allí, compartiría desde entonces cartel con figuras de la talla de Caloi, Roberto Fontanarrosa, Horacio Altuna, Carlos Trillo, Aldo Rivero, Ian, Felipe Miguel Ángel Dobal, Tabaré y Sergio Langer, entre otros. Trabajó también en Página 12.
En 1988, comenzó a publicar en la sección de los avisos clasificados de Clarín.
En 2002 recibió el Premio Konex - Diploma al Mérito como uno de los 5 mejores humoristas gráficos de la década en Argentina.
En 2009 participa con un original de su personaje Matías, realizado para el diario Clarín; en la muestra "Bicentenario: 200 años de Humor Gráfico" que el Museo del Dibujo y la Ilustración realizó en el Museo Eduardo Sívori de Buenos Aires, homenajeando a los más importantes creadores del Humor Gráfico en Argentina a través de su historia.

## Libros publicados
Toda la serie de "Yo, Matías" ha sido recopilada en 21 libros por el momento, sin contar libros de juegos y álbumes, entre otros. Entre ellos se encuentran 18 libros de tiras y otros 3 recopilando páginas del diario íntimo del protagonista. A continuación, son enumerados de acuerdo al orden de publicación de los mismos:
- Prudencio y Matías
- Yo, Matías 1
- Yo, Matías 2
- Yo, Matías 3
- Yo, Matías 4
- Yo, Matías 5
- Yo, Matías 6
- Yo, Matías 7
- Yo, Matías 8
- Yo, Matías 9
- Yo, Matías 10
- El Diario Íntimo de Matías
- Yo, Matías: El Regreso del Rulo Rebelde
- Yo, Matías: Twist, Rock... ¡y mucha Conga!
- El Diario Íntimo de Matías: "La verdad of the Milaneising"
- Yo, Matías: Al Desnudo
- Yo, Matías: Cosas de Poca Gravedad
- Yo, Matías: Lo Importante es saber Caer
- El Diario Íntimo de Matías: "Recuerdos que no me olvido"
- Yo, Matías: Que Bueno está ser Chico #1
- Yo, Matías: Que Bueno está ser Chico #2